# Diego Carbonell
Diego Carbonell (Cariaco, estado Sucre, Venezuela, 13 de noviembre de 1884-Caracas, Venezuela, 13 de junio de 1945) fue un médico, diplomático e historiador venezolano.

## Biografía
Hijo de Manuel Carbonell y Benigna Espinal. Estudió primaria y bachillerato entre Carúpano y Cumaná, graduándose como bachiller en esta última ciudad; luego se trasladó a Caracas para estudiar en la Escuela Politécnica bajo la dirección de Luis Ezpelosín. El 1 de diciembre de 1910 se graduó de médico en la Universidad Central de Venezuela. A los pocos meses se trasladó a Europa para especializarse, residiendo en París a partir de 1911, donde conoció a Rubén Darío, de quien fue médico, e inició su actividad como escritor; Publicó su primer libro, titulado Crónicas y siluetas, utilizando el seudónimo de Alex de Tralles. En 1914, al estallar la Primera Guerra Mundial, prestó sus servicios profesionales a la Cruz Roja francesa. En 1915 fue nombrado cónsul general de Venezuela en París. El año siguiente editó su Psicopatología de Bolívar, obra que perturbó el ambiente intelectual venezolano por su «escandalosa resonancia».
Carbonell regresó a Venezuela en 1916 y fijó su residencia en la ciudad de San Cristóbal, donde ejerció su profesión. Luego, se trasladó a Mérida para cumplir iguales funciones e instaló una clínica privada. Entre 1917 y 1921 se desempeñó como rector de la Universidad de Los Andes. En 1921, abandonó la medicina e ingresó en la carrera diplomática y fue nombrado ministro de Venezuela en Brasil, y en 1926 fue rector de la Universidad Central de Venezuela. En 1930, retornó a la diplomacia al ejercer un cargo en Bélgica. Cinco años más tarde, fue nombrado embajador en Colombia, cargo que ejerció también en Bolivia en 1939 y en México en 1941. Entre los años 1943 y 1944 fue diputado por el estado Sucre. Individuo de número de la Academia Nacional de la Historia en 1943 y de la Academia de Ciencias Físicas, Matemáticas y Naturales en 1944.
Además de aplicar conceptos de la ciencia de la conducta al examen de figuras históricas, como Simón Bolívar, o literarias, como Rubén Darío, Carbonell también estudió las corrientes historiográficas en Escuelas de historia de América en 1943 y fue constante divulgador de la ciencia, tanto en sus libros Filósofos naturalistas venezolanos (1939), De filosofía y de historia (1942), En torno a la ciencia (1929), como en sus perfiles de Charles Darwin, Max Nordau en 1919, Santiago Ramón y Cajal o en sus estudios sobre Luis Razetti en 1933 y José Gregorio Hernández en 1945. Carbonell también escribió en su extensa bibliografía científica sobre el miedo a la muerte, la educación sexual, los problemas de la llamada tercera edad, las patologías sexuales, las neurosis creadoras y la eutanasia. En sus trabajos históricos predomina la figura de Bolívar. Había contraído matrimonio con la venezolana María Sol Parra-Pérez Osío (1928-2024)